# Kops
Kops  es una película sueca, dirigida por Josef Fares, estrenada en 2003, y protagonizada por Fares Fares, Torkel Petersson, Göran Ragnerstam y Sissela Kyle.
Kops supuso el regreso de Josef Fares a la cartelera tras Jalla! Jalla!, un éxito de taquilla y crítica en Suecia -donde recibió un Guldbagge (premio de cine del Instituto Sueco del Cine) en la categoría de mejor película-, Noruega y Dinamarca. Una comedia plagada de frases memorables y situaciones absurdas que, en muchos casos, recuerdan el humor disparatado de Monty Python.

## Sinopsis
La trama de Kops transcurre en una pequeña y tranquila localidad sueca en la que, durante doce años, no se han cometido crímenes ni robos. Ni el más insignificante de los delitos ha venido a romper la paz de los vecinos a lo largo de todo este tiempo. No obstante, una parte de los habitantes se siente incómoda ante tal situación de estabilidad: los policías. La comisaría sufre una amenaza de cierre y sus seis integrantes, que desde hace tiempo han consolidado una relación más que amistosa con el resto de los ciudadanos, acogen la noticia con tristeza. Ante la amenaza de quedarse sin trabajo, empiezan a desarrollar métodos muy poco ortodoxos para preservar su empleo.